# Fonction wrapper
En programmation informatique, une fonction wrapper (de l'anglais « wrapper function ») est un programme dont la fonction principale est d'appeler une autre fonction.

## Bibliothèques logicielles
Cette notion peut s'appliquer à tout un ensemble de fonctions, typiquement une bibliothèque logicielle. Des outils comme GNU Guile ou SWIG permettent la génération de fonctions wrapper pour résoudre la problématique de binding et la réutilisation du code en environnement hétérogène et assurent ainsi l'interopérabilité  des langages et des bibliothèques d'exécution. On parle alors de paquetage de bibliothèques.

## Programmation orientée objet
En programmation orientée objet, cette notion est aussi connue sous le nom de méthode de délégation (en).